# Geografiska sällskapet i Finland
Geografiska sällskapet i Finland (finska: Suomen maantieteellinen seura) är ett finländskt geografiskt sällskap.
Geografiska sällskapet i Finland, som har sitt säte i Helsingfors, bildades 1921 genom sammanslagning av Sällskapet för Finlands geografi (grundat 1888) och Geografiska föreningen i Finland (grundad 1887). Sällskapet, som har till uppgift att befordra och utföra geografisk forskning och att främja intresset för geografi, publicerar tidskrifterna Fennia (grundad 1889) och Terra (från samma år), Atlas över Finland (hittills i sex upplagor; 1899, världens första nationalatlas, 1910, 1925, 1960, 1972–1994 och 1999, kartor) och Suomen maantieteen käsikirja (1936, ny upplaga 1951). Sällskapet utrustade Väinö Auers expedition till Eldslandet 1928–1929 och bedrev Petsamoforskning under tiden mellan de båda världskrigen. 
Sällskapet instiftade 1941 den gyllene Fenniaförtjänstmedaljen, som hittills tilldelats Gustaf Mannerheim, Johannes Gabriel Granö, Väinö Auer och Kalevi Rikkinen.